# اکاترینا سوچناوا
اکاترینا سوچناوا (روسی: Екатерина Александровна Сочнева؛ زادهٔ ۱۲ اوت ۱۹۸۵) بازیکن فوتبال اهل روسیه است.

وی همچنین در تیم‌های ملی فوتبال زنان روسیه بازی کرده‌است.